# Pelodiaetus
Pelodiaetus is een geslacht van kevers uit de familie van de loopkevers (Carabidae). De wetenschappelijke naam van het geslacht is voor het eerst geldig gepubliceerd in 1937 door Jeannel.

## Soorten
Het geslacht Pelodiaetus omvat de volgende soorten:
- Pelodiaetus lewisi Jeannel, 1937
- Pelodiaetus sulcatipennis Jeannel, 1937